# Carlos Santa
Carlos Johelín Santa Ramírez (* 7. Januar 1978 in Azua de Compostela) ist ein ehemaliger dominikanischer Leichtathlet, der sich auf den Sprint spezialisiert hat. Seinen größten Erfolg feierte er mit dem Gewinn der Bronzemedaille über 4-mal 400 Meter bei den Hallenweltmeisterschaften 2008 in Valencia. Zudem gewann er zahlreiche Medaillen bei Meisterschaften auf kontinentaler und regionaler Ebene.

## Sportliche Laufbahn
Erste internationale Erfahrungen sammelte Carlos Santa vermutlich im Jahr 1997, als er bei den Panamerikanischen Juniorenmeisterschaften in Havanna in 46,59 s die Bronzemedaille im 400-Meter-Lauf gewann. Im Jahr darauf belegte er bei den Zentralamerika- und Karibikspielen (CAC) in Maracaibo in 46,13 s den fünften Platz über 400 Meter und gelangte mit der dominikanischen 4-mal-100-Meter-Staffel mit 40,93 s auf Rang sechs und wurde in der 4-mal-400-Meter-Staffel in 3:08,75 min Fünfter. 1999 schied er bei den Hallenweltmeisterschaften in Maebashi mit 47,56 s in der ersten Runde über 400 Meter aus und im Juli schied er bei den Panamerikanischen Spielen in Winnipeg mit 46,26 s im Halbfinale aus. Zudem belegte er mit der 4-mal-400-Meter-Staffel in 3:05,19 min den sechsten Platz. Daraufhin schied er bei den Weltmeisterschaften in Sevilla mit 46,80 s in der ersten Runde über 400 Meter aus. Im Jahr darauf nahm er an den Olympischen Sommerspielen in Sydney teil und kam dort mit 46,40 s nicht über den Vorlauf über 400 Meter hinaus. 2001 kam er bei den Zentralamerika- und Karibikmeisterschaften in Guatemala-Stadt im Finale über 400 Meter nicht ins Ziel und im Jahr darauf siegte er in 45,69 s bei den Ibero-Amerikanischen Meisterschaften ebendort. Anschließend belegte er bei den U25-NACAC-Meisterschaften in San Antonio in 45,77 s den vierten Platz im Einzelbewerb und gelangte mit der 4-mal-100-Meter-Staffel mit 40,29 s auf Rang fünf. Daraufhin siegte er in 45,83 s bei den CAC-Spielen in San Salvador über 400 Meter sowie in 3:04,15 min auch mit der 4-mal-400-Meter-Staffel. 2003 belegte er bei den Panamerikanischen Spielen in Santo Domingo in 45,85 s den sechsten Platz über 400 Meter und gewann mit der Staffel in 3:02,02 min gemeinsam mit Arismendy Peguero, Julio Vidal und Félix Sánchez die Bronzemedaille hinter den Teams aus Jamaika und den Vereinigten Staaten. Anschließend schied er bei den Weltmeisterschaften nahe Paris mit 45,43 s im Halbfinale im Einzelbewerb aus und wurde mit der Staffel im Vorlauf disqualifiziert. Im Jahr darauf verteidigte er bei den Ibero-Amerikanischen Meisterschaften in Huelva in 45,05 s seinen Titel über 400 Meter und anschließend schied er bei den Olympischen Sommerspielen in Athen mit 45,58 s im Semifinale aus.
2005 schied er bei den Weltmeisterschaften in Helsinki mit 46,07 s im Halbfinale im Einzelbewerb aus und kam mit der Staffel mit 3:03,57 min nicht über den Vorlauf hinaus. Daraufhin belegte er beim IAAF World Athletics Final in Monaco in 45,06 s den sechsten Platz. Im Jahr darauf schied er bei den Hallenweltmeisterschaften in Moskau mit 47,11 s im Semifinale über 400 Meter aus und belegte mit der Staffel in 3:08,47 min den fünften Platz. Im Juli belegte er bei den Zentralamerika- und Karibikspielen in Cartagena in 21,14 s den sechsten Platz im 200-Meter-Lauf und gelangte mit 45,65 s auf Rang vier über 400 Meter. Zudem gewann er mit der Staffel in 3:03,25 min die Bronzemedaille hinter den Teams aus Jamaika und Trinidad und Tobago. Anschließend wurde er beim IAAF World Cup in Athen mit 3:00,14 min Zweiter der 4-mal-400-Meter-Staffel Nordamerikas. 2007 schied er bei den Panamerikanischen Spielen in Rio de Janeiro mit 47,45 s im Halbfinale über 400 Meter aus und gewann mit der Staffel in 3:02,48 min gemeinsam mit Arismendy Peguero, Yoel Tapia und Félix Sánchez die Bronzemedaille hinter den Teams von den Bahamas und aus den Vereinigten Staaten. Anschließend kam er bei den Weltmeisterschaften in Osaka mit 45,99 s nicht über den Vorlauf im Einzelbewerb hinaus und belegte mit der Staffel in 3:03,56 min den sechsten Platz. Zudem gewann er bei den erstmals ausgetragenen NACAC-Meisterschaften in San Salvador in 3:04,96 min gemeinsam mit Pedro Mejía, Yoel Tapia und Arismendy Peguero die Bronzemedaille hinter den Teams aus den Vereinigten Staaten und Jamaika. Im Jahr darauf schied er bei den Hallenweltmeisterschaften in Valencia mit 48,10 s in der ersten Runde über 400 Meter aus und gewann im Staffelbewerb in 3:07,77 min gemeinsam mit Arismendy Peguero, Pedro Mejía und Yoel Tapia die Bronzemedaille hinter den Teams aus den Vereinigten Staaten und Jamaika. Im August nahm er mit der Staffel an den Olympischen Sommerspielen in Peking teil und kam dort mit 3:04,31 min nicht über den Vorlauf hinaus. 2010 bestritt er seine letzte Wettkampfsaison und beendete daraufhin seine aktive sportliche Karriere im Alter von 32 Jahren.

## Persönliche Bestzeiten
- 200 Meter: 20,70 s (+0,7 m/s), 5. Juli 2006 in Gandía
  - 200 Meter (Halle): 21,35 s, 13. Januar 2008 in Valencia
- 400 Meter: 45,05 s, 7. August 2004 in Huelva
  - 400 Meter (Halle): 45,96 s, 24. Februar 2005 in Madrid